# Walter Kadow
Walther Kadow (Hagenow, 29 januari 1860 - Parchim, 31 mei 1923) was een Duitse leraar uit Mecklenburg-Vorpommern, die in mei 1923 werd vermoord.  Bij zijn moord speelde de later beruchte Rudolf Höss de leidende rol. Een van zijn medeplichtigen was de al even beruchte Martin Bormann. Kadow werd in een bos bij de noordelijke stad Parchim vermoord. Kadow was lid van de rechtsradicale Deutschvölkischen Freiheitspartei. Zijn moordenaars verdachten hem ervan de Duitse nationalist Albert Leo Schlageter aan de Franse bezettingsautoriteiten in het Ruhrgebied te hebben verraden. Schlageter werd geëxecuteerd door de Fransen. De moord op Kadow vond enige dagen later plaats.
Höss kreeg tien jaar gevangenisstraf voor deze wraakmoord, terwijl Martin Bormann – een oud-leerling van Kadow – tot een jaar gevangenis werd veroordeeld voor zijn aandeel in de moord.

## Voetnoten
1. ↑  (de)  chroniknet.de